# Antonius Divitis
Antonius Divitis citato anche come Anthonius Rycke e Anthoine Le Riche – "il ricco", (Lovanio, 1475 circa – 1530 circa) è stato un compositore fiammingo del Rinascimento legato alla Scuola franco fiamminga. Apparteneva alla generazione leggermente più giovane di quella di Josquin des Prez. Ebbe un ruolo importante nello sviluppo della messa parodia.

## Biografia
La sua prima apparizione in fonti ufficiali è del 1501 a Bruges, alla chiesa di St. Donatian, dove insegnava canto al coro di voci bianche. Nel 1501 divenne maestro del coro e quindi succentore, e alla fine del 1501 venne ordinato sacerdote. Occupò poi una simile posizione a Mechelen alla chiesa di St. Rombout nel 1504, ma si indebitò e lasciò il posto nel 1505, evidentemente fuggendo dall'assedio dei suoi creditori. Nel tardo 1505 entrò come cantore nella Cappella musicale di Filippo I di Castiglia.  Assieme a Pierre de La Rue, Alexander Agricola ed altri componenti la Cappella, si recò in Spagna con Filippo nel 1506 quando venne chiamato per divenire re. Poiché Filippo morì di tifo dopo pochi mesi, i cantori rimasero fino al 1508, sotto contratto della moglie matta di Filippo, Giovanna di Castiglia. La Cappella venne sciolta nel 1508 ed i cantori licenziati.
Divitis lasciò la Spagna e tornò nel nord Europa. Il suo successivo impiego documentato è nel 1510 quando divenne maestro del canto di Anna di Bretagna, e quando i cantori vennero assorbiti nella Corte francese dopo la morte della principessa nel 1514, egli si trasferì con loro e vi rimase almeno fino al 1525, quando Francesco I venne sconfitto e catturato nella Battaglia di Pavia. Nulla di certo si conosce di lui dopo questa data. Potrebbe essersi recato a Roma, basandosi sulla similarità del nome con un cantore della Cappella papale del 1526. Fonti tratte da un manoscritto, suggeriscono che morì nel 1534, ma le implicazioni nella fonte portano a ritenere che egli era morto da parecchi anni.

## Musica
Fra le opere superstiti di Divitis vi sono messe, mottetti, Magnificat  (un genere che divenne molto popolare alla metà del XVI secolo) e una chanson. Le tre messe di Divitis usano tutte la tecnica della messa parodia e sono fra le prime ad usarla. Egli viene indicato come un influente sviluppatore del genere, assieme a Jean Mouton e gli altri membri della Cappella reale. Tutte le sue messe sono a quattro voci, anche se esiste un Credo isolato a sei voci a lui attribuito. Una delle sue messe, Missa Gaude Barbara, è basata su di un mottetto omonimo di Mouton, e potrebbe essere un tributo al suo collega.
Mottetti di Divitis sono spesso a cinque e sei voci, un'altra relativa innovazione agli inizi del XVI secolo. Essi hanno una scrittura contrappuntistica e due di essi (Ista est speciosa e Per lignum crucis) sono scritti interamente nella forma del canone. La sua composizione dell'antifona mariana, Salve regina, usa un'identica linea di tenor che appare nella composizione di Josquin, Adieu mes amours. Non è certo se Divitis basò consciamente la canzone su quella di Josquin, o sul tema di una canzone popolare precedente.